# Tricholita erebus
Tricholita erebus là một loài bướm đêm trong họ Noctuidae.